# Орлов, Владимир Вячеславович
Влади́мир Вячесла́вович Орло́в (18 мая 1932, Вятка — 11 октября 2019, Пермь, Россия) — советский и российский философ

-марксист, доктор философских наук, профессор, заведующий кафедрой философии ПГНИУ (1964—2017), один из основателей философско-социологического факультета Пермского университета. Заслуженный деятель науки Российской Федерации (1995), почётный работник высшего профессионального образования Российской Федерации (2002), заслуженный профессор Пермского университета (2009).

## Биография
Родился в Вятке. Будучи школьником, пережил там Великую Отечественную войну.
В юности занимался фехтованием и боксом. В 1947 году выиграл в соревнованиях по боксу Северной зоны (в неё входило 11 областей: Ленинградская, Кировская, Молотовская и др.). Ему было 15 лет: для участия в соревнованиях он добавил к возрасту два года. В течение трёх лет удерживал титул чемпиона Северной зоны в полулёгком весе.
В 1949 году окончил среднюю школу № 16 г. Кирова, а в 1955 году — философский факультет Ленинградского государственного университета. В 1955—1957 годах — лектор Новгородского областного лекционного бюро.
В марте — августе 1957 года — ассистент кафедры философии Пермского медицинского института. С сентября 1957 по август 1960 года — старший преподаватель Пермской высшей партийной школы. В 1958 году в Ленинградском государственном университете защитил кандидатскую диссертацию «Особенности чувственного познания».
С сентября 1960 года — старший преподаватель, доцент, с 1964 года — профессор, заведующий кафедрой философии Пермского университета. В 1965 году защитил в Ленинградском университете докторскую диссертацию «Мозг и психика. Психофизиологическая проблема и её современное решение».
С 1974 по 1981 год — профессор кафедры философии ПГУ (ПГНИУ), с 1981 по ноябрь 2016 года вновь заведовал кафедрой.
Член КПСС и КПРФ, входил в состав Бюро Пермского крайкома КПРФ. Баллотировался в депутаты Государственной думы РФ. Член объединения «Российские учёные социалистической ориентации».
Семья: два сына; сын Сергей (род. 1955) — доктор философских наук, профессор ГУАП, почётный работник высшего профессионального образования РФ. Занимался йогой, увлекался художественной ковкой.

## Научная деятельность
В Пермском университете В. В. Орлов являлся лидером научных направлений «Современная форма научной философии» и «Постиндустриальное общество и Россия. Стратегия развития». Был председателем диссертационного совета по защите диссертаций по философским наукам ДМ 212.189.03 при ПГНИУ, основатель научной школы «Пермская университетская школа научной философии» (зарегистрирована РАЕ в 2009 году). Работал в Проблемном совете Минвуза РСФСР, преобразованном позднее в секцию «Особенности современной формы научной философии» Головного совета «Философия» Министерства образования и науки РФ. Руководитель Научно-образовательного центра «Постиндустриальное общество и Россия. Стратегия развития». Являлся председателем Пермского научно-философского общества и пермского отделения РФО. Был руководителем ряда грантов РГНФ. Являлся главным редактором тематических сборников «Философия пограничных проблем науки» (вып. 1—8, 1967—1975) и «Фундаментальные проблемы философии» (вып. 1—13, 1977—1990), с 1992 года является главным редактором научного сборника «Новые идеи в философии» (с 2013 года — научный журнал в системе РИНЦ). Подготовил 30 кандидатов и 15 докторов наук. Опубликовал около 440 работ, включая 24 монографии и учебных пособия по философии.
Область исследовательских интересов В. В. Орлова — фундаментальные проблемы научной философии: материи, развития, человека; философские проблемы естественных наук, теория познания; философия экономики, теория постиндустриального общества. Предложил и организовал разработку современной формы научной философии, основой которой выступает теория единого закономерного мирового процесса, открытая важнейшим достижениям других направлений философской мысли.
В трудах философа предлагается концепция новой исторической формы диалектического материализма, основанная на конкретно-всеобщей интерпретации материализма и диалектики и обладающая более высокими объяснительными и предсказательными возможностями. Центральное понятие — всеобщее, включающее в себя своеобразный обобщённый элемент особенного, благодаря чему оно (в единстве с особенным и единичным) детерминирует основные ступени развития, сущность жизни и человека. В рассматриваемом аспекте обнаруживается новый слой законов развития: всеобщий закон развития, законы конвергентного и аккумулятивного развития, соотношения высших и низших форм материи. По В. В. Орлову, мир есть бесконечно развивающаяся материя, закономерно порождающая свой «высший цвет» — человека (мыслящие существа вообще), способного к бесконечному познанию и преобразованию мира. Эта идея определяет трёхчастный характер системы категорий научной философии. Особое внимание уделено концепции человека как микрокосма, единства конечного и бесконечного, всеобщего и особенного; смысла его существования, направления и способа развития.
Отстаивая собственную концепцию марксизма, В. В. Орлов в течение многих лет полемизировал с Д. И. Дубровским, Б. М. Кедровым, С. Т. Мелюхиным, Т. И. Ойзерманом, М. Н. Руткевичем, И. Т. Фроловым и другими ведущими философами СССР. В 1990-е годы проблематика работ философа значительно расширилась и включила в себя изучение закономерностей историко-философского процесса как движения к научной философии; сущности и смысла существования человека, неисчерпаемости человеческой сущности, способа её развития «в самое себя»; бесконечного характера социального прогресса; тотального кризиса современной цивилизации и проблемы возможного конца человеческой истории; философских основ политической экономии будущего, вырождения феномена стоимости; российских реформ и проблемы будущего России.

## Основные работы
Книги
- «Диалектический материализм и психофизиологическая проблема» (Пермь, 1960);
- «Особенности чувственного познания» (Пермь, 1962);
- «Психофизиологическая проблема. Философский очерк» (Пермь, 1966);
- «Материя, развитие, человек» (Пермь, 1974);
- «Диалектический материализм как система» (Пермь, 1980; редактор);
- «Химическая форма материи (Химия, жизнь, человек)» (Пермь, 1983; в соавт. с Т. С. Васильевой);
- «Человек, мир, мировоззрение» (М., 1985);
- «Философский материализм и современность» (Красноярск, 1986; редактор);
- «Человек. Ускорение, научно-технический прогресс» (Красноярск, 1989; в соавт. с Т. С. Васильевой);
- «Основы философии. Общая философия» (вып. 1—2; Пермь, 1991, 5-е изд. 2012);
- «Труд и социализм» (Пермь, 1991; 2-е изд. 1997; в соавт. с Т. С. Васильевой);
- «Социальная философия (История социологических учений. Научная теория общества)» (чч. 1—2; Пермь, 1993; 4-е изд. 2011; в соавт. с Т. С. Васильевой);
- «Природа психического» (Пермь, 1994; редактор);
- «История человеческого интеллекта» (чч. 1—3; Пермь, 1995—1999; 4-е изд. 2012);
- «Проблема соотношения биологического и социального» (Пермь, 1996; в соавт. с Т. С. Васильевой);
- «Философия экономики» (Пермь, 2005, 3-е изд. 2013; в соавт. с Т. С. Васильевой).
- «Проблема системы категорий философии» (Пермь, 2012).

Статьи
- О познавательной роли ощущений // Философские науки. 1964. № 3;
- Психофизиологическая концепция И. М. Сеченова // Учёные записки ПГУ. № 124. Философия. Пермь, 1964;
- К вопросу о связи психики и мозга // Философские науки. 1966. № 1;
- О логике соотношения высших и низших ступеней развития материи (концепция «уровней») // Философия пограничных проблем науки. Вып. 1. Пермь, 1967;
- Пограничные науки и марксистская концепция уровней // Философские науки. 1969. № 4;
- К вопросу о философском понятии материи // Философские науки. 1969. № 4;
- Марксистская концепция материи и теория уровней // Философия пограничных проблем науки. Вып. 3. Пермь, 1970;
- Предмет, структура и проблемы философской теории пограничных проблем // Философия пограничных проблем науки. Вып. 5. Пермь, 1972;
- О специфике социального субстрата // Философия пограничных проблем науки. Вып. 6. Пермь, 1974 (в соавт. с А. В. Ласточкиным);
- О некоторых вопросах теории, развития, сознания // Философские науки. 1974. № 5;
- Развитие материи как закономерный процесс // Развитие материи как закономерный процесс. Пермь, 1978;
- О программе построения системы категорий диалектического материализма // Диалектический материализм как система. Пермь, 1980;
- Особенности современного материализма // Современный материализм: особенности, проблемы, тенденции. Пермь, 1985;
- Какой должна стать теория развития? (К конкретно-всеобщей теории развития) // Философские науки. 1987. № 12;
- О концепции перестройки философской науки // Стратегия ускорения и философская наука. Пермь, 1990;
- Концепция индивида в научной философии // Новые идеи в философии. Вып. 1. Пермь, 1992;
- Будущее марксистской философии: важнейшие направления развития // Новые идеи в философии. Вып. 2. Пермь, 1994;
- Особенности современной формы материализма // Новые идеи в философии. Вып. 3. Пермь, 1995;
- Современная форма научной философии // Новые идеи в философии. Вып. 4. Пермь, 1996;
- Философия и политическая экономия. Критический анализ технико-трудовой теории стоимости // Новые идеи в философии. Вып. 4. Пермь, 1996;
- Антропология как система наук о человеке // Три точки зрения на философскую антропологию. Севастополь, 1996;
- Настоящее и будущее марксистской философии // Философия в духовной жизни общества. Т. 1. СПб., 1997;
- Фундаментальные проблемы философской антропологии // Новые идеи в философии. Вып. 6. Пермь, 1997;
- Философский манифест: накануне XXI века // Новые идеи в философии. Вып. 7. Пермь, 1998;
- Проблема будущего человеческой цивилизации (товарное производство, капитализм, социализм) // Новые идеи в философии. Вып. 8. Пермь, 1999;
- Современный мир движется и развивается в точности по Марксу // Экономическая газета. 1999. 9 марта;
- Проблема научности в философии // Новые идеи в философии. Вып. 9. Пермь, 2000;
- Научная философия в начале XXI века // Новые идеи в философии. Вып. 9. Пермь, 2000;
- Научная философия как основа интеллектуального потенциала общества // Новые идеи в философии. Вып. 10. Пермь, 2001;
- Эвристический потенциал современной научной философии // Новые идеи в философии. Вып. 11. Пермь, 2001;
- Товарное производство и экономика будущего // Экономическая теория на пороге XXI века. 2001. № 5;
- Все по Марксу // Экономическая газета. 2001. № 47, ноябрь.
- Глобализм и глобальная тенденция мирового развития // Альтернативы глобализации: человеческий и научно-технический потенциал России. М., 2002;
- О материалистическом понимании истории (Т. И. Ойзерман. Материалистическое понимание истории: плюсы и минусы) // Философия и общество. 2002.
- Постиндустриальное общество и Россия // Философия и общество. 2003;.
- От Маркса к Ойзерману? // Философия и общество. 2004;
- Теория постиндустриального общества и марксизм // Вестник Вятского государственного университета. 2005;
- Проблема аргументации в философии // Новые идеи в философии Вып. 15. Пермь, 2006;
- Концепция единого закономерного мирового процесса в научной философии // Новые идеи в философии. Вып. 17. Пермь, 2008;
- Постиндустриальное общество, кризис, Россия // Новые идеи в философии. Вып. 18. Пермь, 2009;
- Проблемы диалектики в современной зарубежной философии // Новые идеи в философии. Вып. 18. Пермь, 2009 (в соавт. с В. С. Гриценко);
- Теория постиндустриального общества и трудовая парадигма в социальной философии // Вестник Пермского университета. Философия. 2009. № 5 (31);
- Пермской университетской школе научной философии — 50 лет // Новые идеи в философии. Вып. 19. Пермь, 2010;
- XXI век и проблема научности философии // Вестник Пермского университета. Философия. Психология. Социология. 2010. № 1;
- Особенности системы категорий Г. В. Ф. Гегеля // Вестник Пермского университета. Философия. Психология. Социология. 2010. № 4;
  - Особенности системы категорий философии Г. В. Ф. Гегеля // Философия и общество. 2011. № 3;
- Проблема сложности в современной зарубежной философии // Философия и общество. 2010. № 1 (в соавт. с В. С. Гриценко);
- Проблема материи в современной российской философии // Философия и общество. 2010. № 3;
- Марксизм и постиндустриальное общество // Вестник Вятского государственного университета. 2010;
- Труд, стоимость, собственность в современном обществе (философский анализ) // Вестник Вятского государственного университета. 2010 (в соавт. с В. В. Корякиным);
- Философские проблемы экономической виртуальной реальности // Вестник Вятского государственного университета. 2010 (в соавт. с Е. В. Малковой);
- Проблема системы категорий в философии // Вестник Пермского университета. Философия. Психология. Социология. 2011. Вып. 2(6);
- Философия как инновационный фактор развития // Новые идеи в философии. Вып. 20. Пермь, 2012;
- Постиндустриальное общество и новая форма труда // Философия и общество. 2012 (в соавт. с В. С. Гриценко);
- О некоторых вопросах теории // Философия и общество. 2014;
- Единый закономерный мировой процесс: фундаментальные проблемы // Новые идеи в философии. Вып. 24, 25. Пермь, 2016, 2017;
- Манипуляция «бессознательным» как проблема современного общества // Новые идеи в философии. Вып. 25. Пермь, 2017 (в соавт. с А. А. Костаревой).

## Награды и звания
- Медаль «За доблестный труд (За воинскую доблесть). В ознаменование 100-летия со дня рождения Владимира Ильича Ленина» (1970);
- Заслуженный деятель науки Российской Федерации (1995);
- Почётный работник высшего профессионального образования Российской Федерации (2002);
- Звание «Человек года» по версии Американского биографического института (ABI);
- Звание «Человек года» по версии Международного биографического центра в Кембридже (IBC);
- Знак «Order of International Ambassador»;
- Знак «20thy Century for Achievement»;
- Почётное звание «Основатель научной школы» (2009);
- Золотая медаль «Европейское качество» (Gold medal «European Quality») (2012);
- Диплом «Diploma di Merito» Европейской научно-промышленной палаты (2012);
- Международный орден «Labore et Scientia» («Трудом и знанием») (2013);
- Международный орден Петра Великого «Небываемое бываетъ», награждён Академией Естествознания и Европейской научно-промышленной палаты (2015).

Действительный член Российской академии естествознания, Международной академии интегративной антропологии и Общероссийской академии человековедения, член-корреспондент РАЕН (2004), заслуженный профессор Пермского университета.